# Gury
Gury település Franciaországban, Oise megyében. Lakosainak száma 233 fő (2022. január 1.). Gury Canny-sur-Matz, Mareuil-la-Motte, Plessis-de-Roye, Ricquebourg és Roye-sur-Matz községekkel határos.

## Népesség
A település népességének változása:
| Lakosok száma | 228  | 239  | 254  | 242  | 240  | 237  | 235  | 234  | 233  |
|               | 2013 | 2015 | 2016 | 2017 | 2018 | 2019 | 2020 | 2021 | 2022 |